# کهکشان رادیویی

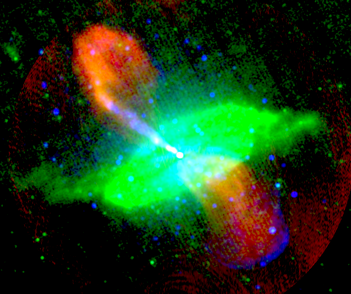
تصویری با رنگ کاذب از کهکشان رادیویی همسایه قنطورس ای، در طول موج رادیویی (قرمز)، با مادون قرمز ۲۴ میکرومتری (سبز) و در تابش پرتو X 5/5 keVالکترون‌ولت (آبی) نشان داده شده‌است. همانگونه که دیده می‌شود جت در حال فوران می‌تواند تابش سنکروترون را در هر سه باند موج منتشر کند ولی لوب‌ها (دو بخش تنه) فقط در محدودهٔ انتشار فرکانس رادیویی مشاهده می‌شوند و بنابراین قرمز نمایش داده شده‌اند. گاز و گردوغبار در کهکشان تابش حرارتی را در مادون قرمز منتشر می‌کند. تابش پرتو ایکس حرارتی حاصل از گاز داغ و انتشار غیر گرمایی الکترون‌های نسبی در پوسته‌های آبی اطراف لوب‌ها، به‌ویژه در جنوب (پایین) دیده می‌شود.

کهکشان‌های رادیویی (به انگلیسی: Radio galaxy) و نزدیکان آن‌ها: اختروش‌ها (کوازار) و بلازارهای رادیویی، انواع هسته‌های کهکشانی فعال هستند که در طول موج‌های رادیویی بسیار درخشان هستند و درخشندگی آن‌ها تا {\displaystyle 10^{39}} وات وفرکانس آنها بین ۱۰ مگاهرتز و ۱۰۰ گیگاهرتز است. انتشار رادیو به دلیل فرایند سنکروترون است. ساختار مشاهده شده در انتشار رادیویی توسط تعامل بین جت‌های دوقلو و محیط خارجی تعیین می‌شود، که توسط اثرات تابش نسبی اصلاح می‌شود. کهکشان‌های میزبان تقریباً به‌طور کامل کهکشان‌های بیضوی بزرگی هستند. کهکشان‌های فعال با صدای بلند را می‌توان در فواصل زیاد تشخیص داد، و آن‌ها را به ابزاری ارزشمند برای کیهان‌شناسی مشاهده تبدیل می‌کند. اخیراً کارهای زیادی در مورد تأثیرات این اجسام روی محیط بین کهکشانی، به ویژه در گروه‌های کهکشانی و خوشه‌ها انجام شده‌است.

## روندهای انتشار
همان‌گونه که از طبیعت بسیار یکنواخت، باند پهن و قطبش شدید آن استنباط می‌شود، انتشار رادیویی کهکشان‌های فعال رادیویی، تابش سنکروترون است. این بدان معنی است که پلاسمای ساطع کنندهٔ رادیو حداقل شامل الکترون‌هایی با سرعت نسبیتی (عوامل لورنتس ~104) و میدان‌های مغناطیسی است. از آنجا که پلاسما باید خنثی باشد، لازم می‌آید که حاوی پروتون یا پوزیترون باشد. برای تعیین محتوای ذرات به‌طور مستقیم از مشاهدات تابش سنکروترون هیچ راهی وجود ندارد. علاوه بر این، هیچ راهی برای تعیین تراکم انرژی در ذرات و میدان‌های مغناطیسی نیز از طریق مشاهده وجود ندارد: همان انتشار تابش سنکروترون هم ممکن است در نتیجهٔ چند الکترون و یک میدان قوی، یا یک میدان ضعیف و مقدار فراوانی از الکترون‌ها، یا چیزی در این بین باشد. این امکان هست که حداقل شرایط انرژی را تعیین کرد که حداقل چگالی انرژی باشد که یک منطقه با پراکندگی معین می‌تواند داشته باشد را، تعیین کرد، اما برای سال‌های زیادی دلیل خاصی برای این باور؛ که انرژی‌های واقعی در جایی نزدیک به حداقل انرژی‌ها قرار داشته‌باشند. .
فرایند خواهر تابش سنکروترون، روند معکوس کامپتون است که در آن الکترون‌های نسبی با فوتون‌های محیط برهم کنش می‌کنند و تامسون آن‌ها را به سمت انرژی‌های زیاد پراکنده می‌کند. انتشار معکوس کامپتون از منابع پرتوی رادیویی به ویژه در پرتو ایکس بسیار مهم است، و چون تنها به تراکم الکترون تکیه دارد، تشخیص پراکندگی معکوس کامپتون امکان این که را تا حدودی وابسته به مدل تخمین زده شود فراهم می‌سازد، تراکم انرژی در ذرات و میدان‌های مغناطیسی، فراهم می‌سازد. از این استدلال استفاده شده تا پذیرفته شود که بسیاری از منابع قدرتمند رادیویی در واقع نزدیک به شرایط حداقل انرژی هستند.

## ساختارهای رادیویی

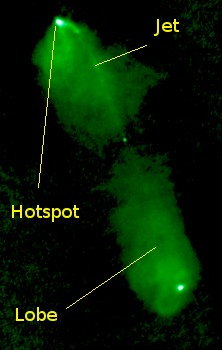
Pseudo-colour image of the large-scale radio structure of the FRII radio galaxy 3C98. Lobes, jet and hotspot are labelled.

کهکشان‌های رادیویی و به میزان کمتری، اختروش‌های با صدای بلند رادیویی طیف گسترده‌ای از ساختارها را در نقشه‌های رادیویی نمایش می‌دهند. رایج‌ترین ساختارهای بزرگ در مقیاس بزرگ «لوب» نامیده می‌شوند: این ساختارها دوتایی، اغلب نسبتاً متقارن و تقریباً بیضوی هستند که در دو طرف هستهٔ فعال قرار دارند. اقلیت قابل توجهی از منابع با درخشندگی کم ساختارهایی را نشان می‌دهند که معمولاً به عنوان توده‌هایی شناخته می‌شوند که بسیار طولانی‌تر هستند. برخی از کهکشان‌های رادیویی یک یا دو ویژگی باریک و طولانی را نشان می‌دهند که به عنوان جت شناخته می‌شوند (معروف‌ترین نمونه کهکشان غول پیکر مسیه ۸۷ در خوشه دوشیزه است) که مستقیماً از هسته می‌آیند و به لوب‌ها می‌روند. از دههٔ ۱۹۷۰، مورد پذیرش‌ترین مدل ارائه شده این بوده که لوب‌ها یا ستون‌ها توسط پرتوهای ذرات پرانرژی و میدان مغناطیسی از نزدیک به هستهٔ فعال تأمین می‌شوند. اعتقاد بر این است که جت‌ها نمودهای بارزی تیرها هستند و غالباً از اصطلاح جت برای اشاره به ویژگی قابل مشاهده و جریان اصلی استفاده می‌شود.

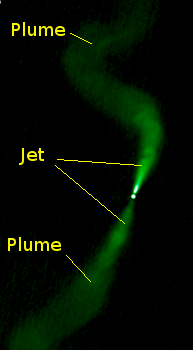
Pseudo-colour image of the large-scale radio structure of the FRI radio galaxy 3C31. Jets and plumes are labelled.

تصویر شبه رنگی از ساختار رادیویی مقیاس بزرگ کهکشان رادیویی FRI 3C31. جت‌ها و ستون‌ها برچسب گذاری شده‌اند.
در سال ۱۹۷۴، منابع رادیویی توسط Fanaroff و Riley به دو کلاس تقسیم شدند که اکنون به Fanaroff و Riley Class I (FRI) و Class II (FRII) معروف هستند. این تمایز در اصل بر اساس مورفولوژی انتشار رادیویی در مقیاس بزرگ انجام شد (نوع آن با فاصله بین روشن‌ترین نقاط در انتشار رادیویی تعیین می‌شد): منابع FRI به سمت مرکز پرنورترین بودند، در حالیکه منابع FRII در لبه‌ها پرنورترین بودند. . فناروف و رایلی مشاهده کردند که در درخشندگی بین دو طبقه اختلاف قابل توجهی وجود دارد: FRIها دارای درخشندگی کم، FRII با درخشندگی بالا بودند. با مشاهدات رادیویی دقیق تر، مورفولوژی نشان می‌دهد که روش انتقال انرژی در منبع رادیویی را منعکس می‌کند. اجسام FRI معمولاً دارای جتهای روشن در مرکز هستند، در حالی که FRIIها دارای جتهای کم نور اما نقاط روشن در انتهای لوب‌ها هستند. به نظر می‌رسد FRIIها می‌توانند انرژی را به‌طور مlyثر به انتهای لوب‌ها منتقل کنند، در حالی که پرتوهای FRI از این نظر ناکارآمد هستند که هنگام حرکت مقدار قابل توجهی از انرژی خود را تابش می‌دهند.

## چرخه‌های زندگی و پویایی

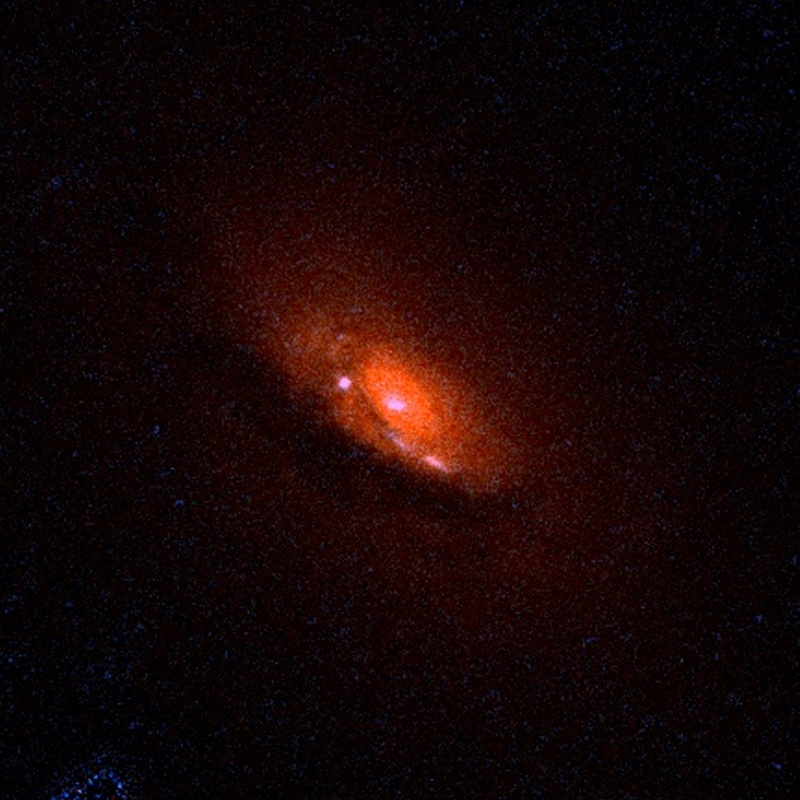
یک کهکشان رادیویی

بزرگترین کهکشان‌های رادیویی دارای لوبها یا ستون‌هایی هستند که تا مقیاس‌های مگاپارسک گسترش می‌یابند (بیشتر در مورد کهکشان‌های رادیویی غول پیکر مانند کهکشان ۳سی ۲۳۶)، و این نشان دهندهٔ یک زمان‌بندی برای رشد مرتب ده‌ها تا صدها میلیون سال است. این بدان معنی است که، به جز در مورد منابع بسیار کوچک، بسیار جوان، ما نمی‌توانیم دینامیک منبع رادیو را مستقیماً مشاهده کنیم، بنابراین باید به تئوری و استنباط از تعداد زیادی از اشیا متوسل شویم. واضح است که منابع رادیویی باید کم شروع و بزرگتر شوند. در مورد منابع دارای لوب، پویایی کاملاً ساده است: [۴] جت‌ها از لوب‌ها تغذیه می‌کنند، فشار لوب‌ها افزایش می‌یابد و لوب‌ها منبسط می‌شوند. سرعت انبساط آنها به تراکم و فشار محیط خارجی بستگی دارد. بالاترین فاز فشار محیط خارجی و در نتیجه مهمترین فاز از نظر پویایی، اشعه ایکس است که گاز داغ منتشر می‌کند. برای مدت طولانی تصور می‌شد که منابع قدرتمند به‌طور شخصی گسترش می‌یابند و باعث ایجاد شوک در محیط خارجی می‌شوند. با این حال، مشاهدات اشعه ایکس نشان می‌دهد که فشارهای لوب داخلی منابع قدرتمند FRII اغلب به فشارهای حرارتی خارجی نزدیک هستند و نه بیشتر از فشارهای خارجی، همان‌طور که برای گسترش مافوق صوت لازم است. تنها سیستم بدون ابهام در حال گسترش فوق‌العاده شناخته شده شامل لوب‌های داخلی کهکشان رادیویی کم مصرف Centaurus A است که احتمالاً نتیجه یک طغیان نسبتاً اخیر هسته فعال است.

## مدل‌های یک‌پارچه
انواع مختلف کهکشان‌های فعال رادیویی با مدل‌های واحد به هم پیوند می‌خورند. مشاهدات کلیدی که منجر به اتخاذ مدل‌های یکپارچه برای کهکشان‌های رادیویی قدرتمند و اختروشهای رادیویی با صدای بلند شد، این بود که به نظر می‌رسد همه کوازارها به سمت ما پرتو می‌شوند، حرکت فوق لامپ در هسته‌ها و جت‌های روشن در نزدیکی منبع را نشان می‌دهد. برای ما (اثر لینگ-گارینگتون:).. اگر اینگونه باشد، باید جمعیتی از اشیا not وجود داشته باشد که به سمت ما پرتوی نداشته باشند، و از آنجا که می‌دانیم لوب‌ها تحت تأثیر تابش قرار نمی‌گیرند، به عنوان کهکشان‌های رادیویی ظاهر می‌شوند، به شرطی که هنگام مشاهده منبع هسته کوازار پنهان شود کناری اکنون پذیرفته شده‌است که حداقل برخی از کهکشانهای رادیویی قدرتمند کوازارهای «پنهان» دارند، هرچند مشخص نیست که اگر از زاویه مناسب به همه این کهکشانهای رادیویی کوازار تبدیل شوند، آیا این کوازارها کوازار خواهند بود. به روشی مشابه، کهکشان‌های رادیویی کم مصرف یک جمعیت والد قابل قبول برای اجسام BL Lac هستند